# Beauharnois-Salaberry
Beauharnois-Salaberry ist eine regionale Grafschaftsgemeinde (französisch municipalités régionales de comté, MRC) in der kanadischen Provinz Québec.
Sie liegt in der Verwaltungsregion Montérégie und besteht aus sieben untergeordneten Verwaltungseinheiten (zwei Städte, vier Gemeinden und ein Sprengel). Die MRC wurde am 1. Januar 1982 gegründet. Der Hauptort ist Beauharnois. Die Einwohnerzahl beträgt 64.320 (Stand: 2016) und die Fläche 471,26 km², was einer Bevölkerungsdichte von 136,5 Einwohnern je km² entspricht.

## Gliederung
Stadt (ville)
- Beauharnois
- Salaberry-de-Valleyfield

Gemeinde (municipalité)
- Sainte-Martine
- Saint-Étienne-de-Beauharnois
- Saint-Stanislas-de-Kostka
- Saint-Urbain-Premier

Sprengel (municipalité de paroisse)
- Saint-Louis-de-Gonzague

## Angrenzende MRC und vergleichbare Gebiete
- Longueuil
- Vaudreuil-Soulanges
- Roussillon
- Les Jardins-de-Napierville
- Le Haut-Saint-Laurent